# Castello di Bamburgh
Il castello di Bamburgh (in inglese Bamburgh Castle) è situato sulla costa presso Bamburgh, nel Northumberland, Inghilterra.
Il castello è un listed building di I Grado.

## Storia

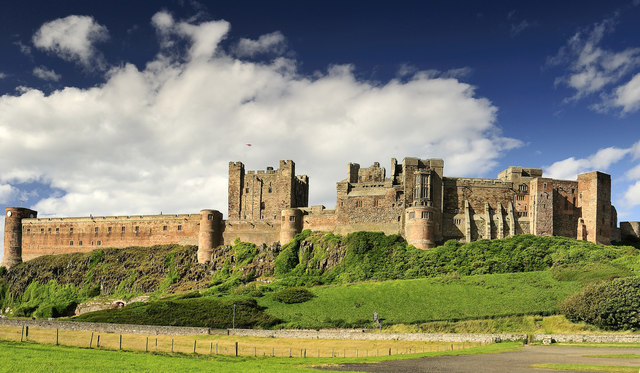
Il lato a sudovest del castello di Bamburgh (foto da terra)

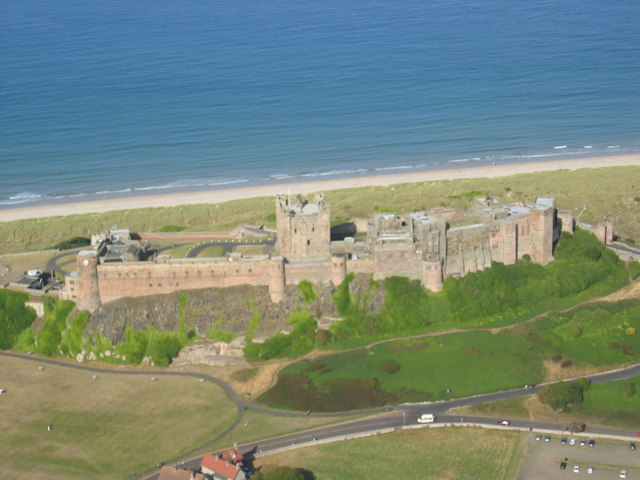
Il lato a sudovest del castello di Bamburgh (foto aerea)

Edificato su un affioramento di basalto, il sito ospitava in precedenza una fortificazione di Bretoni autoctoni nota come Din Guarie, che potrebbe essere stata la capitale del regno bretone della regione (si vedano Gododdin, Bryneich e Hen Ogledd) dalla fondazione del regno (verso il 420 d.C.) fino al 547, l'anno del primo riferimento scritto al castello.
In quell'anno la cittadella fu catturata dal sovrano anglosassone Ida di Bernicia (Beornice), divenendo la capitale del Regno di Bernicia.
Per breve tempo dai Bretoni fu riconquistato al figlio di Ida, Hussa, nel corso della guerra del 590; più tardi, nel corso dello stesso anno, fu nuovamente preso dagli Anglosassoni.
Il suo nipote Aethelfrith ne trasferì la proprietà a sua moglie Bebba, da cui il castello assunse il primo nome Bebbanburgh.
I Vichinghi distrussero la fortificazione originaria nel 993.
I Normanni costruirono sul sito un nuovo castello, che costituisce il nucleo del castello attuale.
Re Guglielmo II assediò il castello senza successo nel 1095, durante una rivolta sostenuta dal suo proprietario, Roberto di Mowbray, conte di Northumbria.
Dopo che Robert fu catturato, sua moglie continuò la difesa fino a quando fu obbligata alla resa dalla minaccia posta dal re di accecare suo marito.
Bamburgh divenne quindi proprietà del monarca inglese regnante.
Enrico II probabilmente edificò il mastio.
Essendo un importante avamposto inglese, il castello fu bersaglio di incursioni occasionali provenienti dalla Scozia.
Nel 1464, durante la Guerra delle due rose, esso fu il primo castello in Inghilterra ad essere vinto dall'artiglieria, al termine di un assedio durato nove mesi e condotto da Richard Neville, XVI conte di Warwick.
La famiglia Forster del Northumberland fornì alla Corona dodici governatori del castello consecutivi, per un periodo di circa 400 anni, fino a quando la Corona ne assegnò la proprietà a Sir John Forster.
La famiglia mantenne la proprietà del castello fino a quando Sir William Forster (morto nel 1700) fu dichiarato postumo in bancarotta e le sue proprietà, incluso il castello, furono vendute a Lord Crew, vescovo di Durham (marito di Dorothy, sorella di Forster) sulla base di un atto parlamentare finalizzato al ripianamento dei debiti.
Il castello si degradò, ma fu restaurato dai vari proprietari nel corso del XVIII e del XIX secolo.
Infine, fu acquistato dall'industriale vittoriano William Armstrong, che portò a termine gli interventi di restauro.
Durante la II Guerra Mondiale, fu chiamata in suo onore la corvetta della Royal Navy HMS Bamborough Castle (Bamborough è una grafia alternativa e anteriore riespetto a quella attualmente usata di Bamburgh).

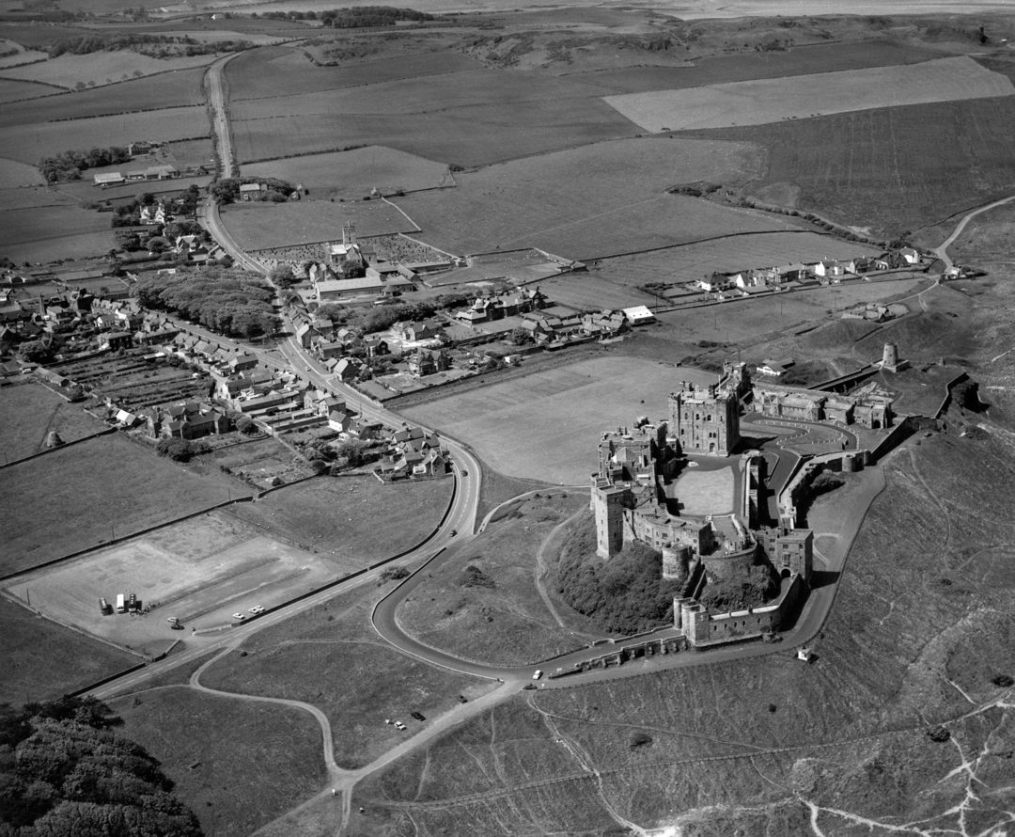
Foto aerea del 1973 che mostra la posizione del castello a nordest del villaggio di Bamburgh

Il castello appartiene tuttora alla famiglia Armstrong ed è aperto al pubblico. Ospita matrimoni e eventi aziendali.
Esso è anche stato utilizzato, a partire dagli anni venti del XX secolo, per girare film quali Ivanhoe (1952), El Cid (1961), Maria Stuarda, regina di Scozia (Mary, Queen of Scots, 1972), Elizabeth (1998) e Macbeth (2015).

## Punti di interesse nei dintorni
Circa 14 km (9 miglia) a sud, in un punto lungo la costa, si trova l'antica fortezza del castello Dunstanburgh e circa 8 km (5 miglia) a nord si trova il castello di Lindisfarne, sulla Holy Island.

## Fattori ambientali
La qualità dell'aria presso il castello di Bamburgh è eccellente, grazie all'assenza di fonti industriali di emissione nella regione.
I livelli sonori nei pressi della strada che passa in direzione nord-sud presso il castello sono nell'intervallo 59-63 dBA durante il dì.
Nelle vicinanze, si trovano colonie riproduttive di sterne artiche e comuni, sulle isole Farne interne, e di pulcinelle di mare, marangone dal ciuffo e gazza marina sulla Staple Island (isole Farne esterne).

## Archeologia a Bamburgh
Sin dal 1996, il Bamburgh Research Project ha effettuato ricerche sull'archeologia e la storia del castello e dell'area circostante Bamburgh.
Il progetto si è focalizzato sul sito della fortezza e della prima area cimiteriale medievale ubicata presso il Bowl Hole, a sud del castello.
Scavi archeologici furono avviati negli anni sessanta del XX secolo dal Dott. Brian Hope-Taylor, che scoprì la placca d'oro nota come la Bamburgh Beast o come la Bamburgh Sword (spada di Bamburgh).
Ogni estate, per 10 settimane, il progetto prevede l'esecuzione di campagne di scavo finalizzate alla formazione di studenti, che devono apprendere e migliorare le tecniche di scavo archeologico, e allo svolgimento di ulteriori ricerche sul castello.

## Armstrong and Aviation Artefacts Museum
Le lavanderie del castello ospitano l'Armstrong and Aviation Artefacts Museum, con esposizioni relative all'industriale vittoriano William Armstrong e alla Armstrong Whitworth, la società manifatturiera che egli fondò.
In mostra si vedono motori, pezzi di artiglieria e armi e oggetti aeronautici del periodo delle due guerre mondiali.

## Il castello di Bamburgh nei film e in televisione

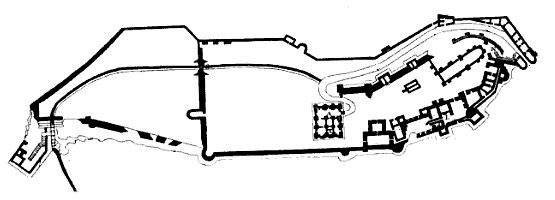
Planimetria del castello di Bamborough nel 1825

- 1927: Huntingtower (film muto britannico d'avventura)
- 1949: La corte di re Artù (titolo originale: A Connecticut Yankee in King Arthur's Court)
- 1964: Becket e il suo re (titolo originale: Becket)
- 1971: I diavoli (titolo originale: The Devils)
- 1984–86: Robin Hood - serie televisiva (titolo originale: Robin of Sherwood)
- 2001: Rivelazione (titolo originale: Revelation)
- 2006: Most Haunted
- 2010: Robin Hood
- 2011: Time Team: serie televisiva del canale britannico Channel 4 dedicata a scavi archeologici - puntata con scavi al castello di Bamburgh
- 2014: Macbeth
- 2015-2022: The Last Kingdom
- 2017: Transformers - L'ultimo cavaliere